# Zingiber petiolatum
Zingiber petiolatum är en enhjärtbladig växtart som först beskrevs av Richard Eric Holttum, och fick sitt nu gällande namn av Ida Theilade. Zingiber petiolatum ingår i släktet Zingiber och familjen Zingiberaceae. Inga underarter finns listade i Catalogue of Life.